# Municipio de Gloucester (Nueva Jersey)
El municipio de Gloucester (en inglés: Gloucester Township) es un municipio ubicado en el condado de Camden en el estado estadounidense de Nueva Jersey. En el año 2010 tenía una población de 64.634 habitantes y una densidad poblacional de 1.070,1 personas por km².

## Geografía
El municipio de Gloucester se encuentra ubicado en las coordenadas 39°48′9″N 75°2′41″O / 39.80250, -75.04472.

## Demografía
Según la Oficina del Censo en 2000 los ingresos medios por hogar en el municipio eran de $54,280 y los ingresos medios por familia eran $62,992. Los hombres tenían unos ingresos medios de $42,451 frente a los $31,427 para las mujeres. La renta per cápita para la localidad era de $22,604. Alrededor del 6.2% de la población estaba por debajo del umbral de pobreza.